# Szeremle
Szeremle é um município da Hungria, situado no condado de Bács-Kiskun. Tem 34,06 km² de área e sua população em 2015 foi estimada em 1.322 habitantes.